# Hister kalaharii
Hister kalaharii är en skalbaggsart som beskrevs av Thérond 1965. Hister kalaharii ingår i släktet Hister och familjen stumpbaggar. Inga underarter finns listade i Catalogue of Life.